# Leduc (avion)
Pour les articles homonymes, voir Leduc.

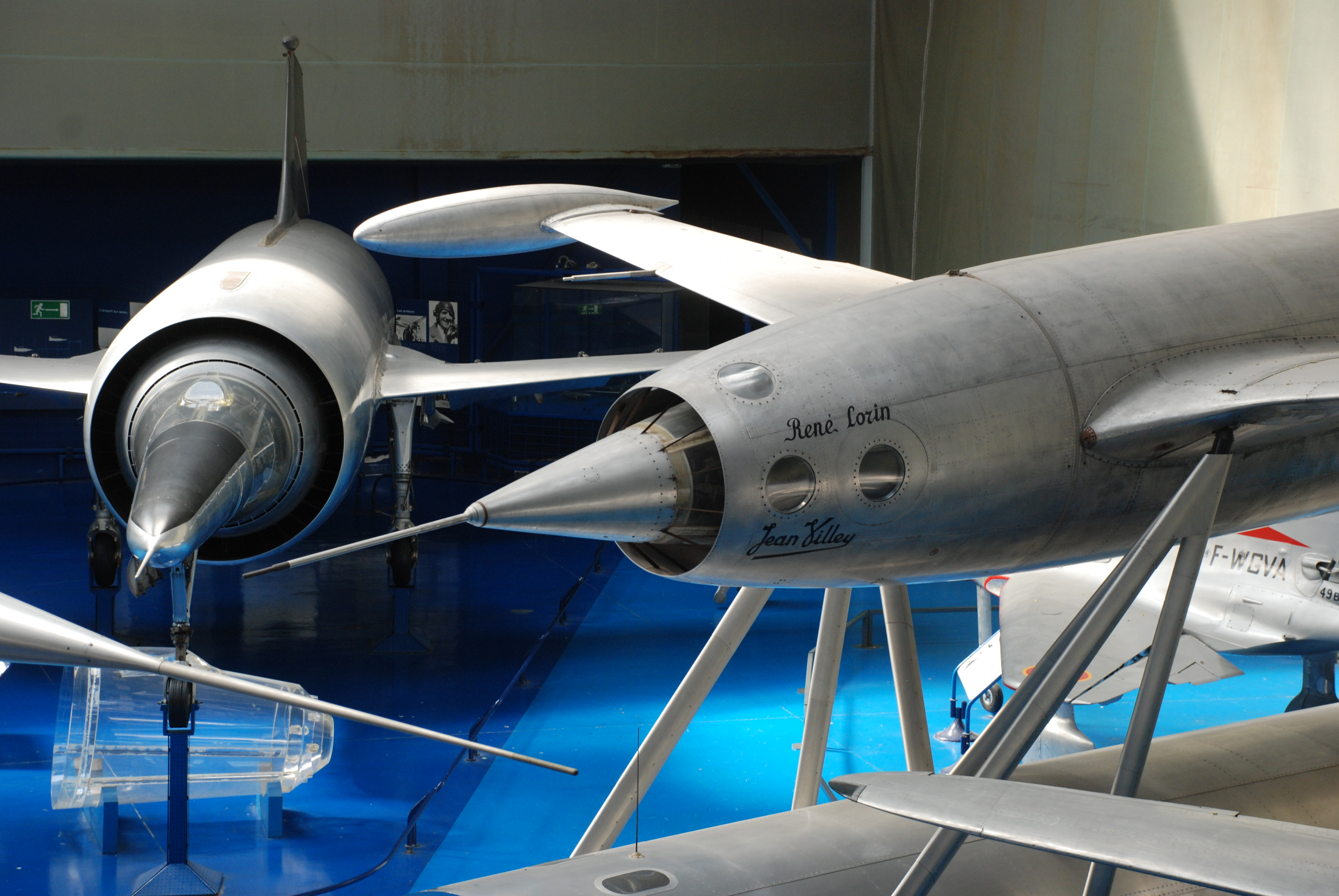
Leduc 010-03 et Leduc 022-01,
exposés au Musée de l'Air et de l'Espace (Le Bourget).

Les Leduc sont des avions expérimentaux à statoréacteur conçus et réalisés par l'ingénieur français René Leduc.

## Présentation générale

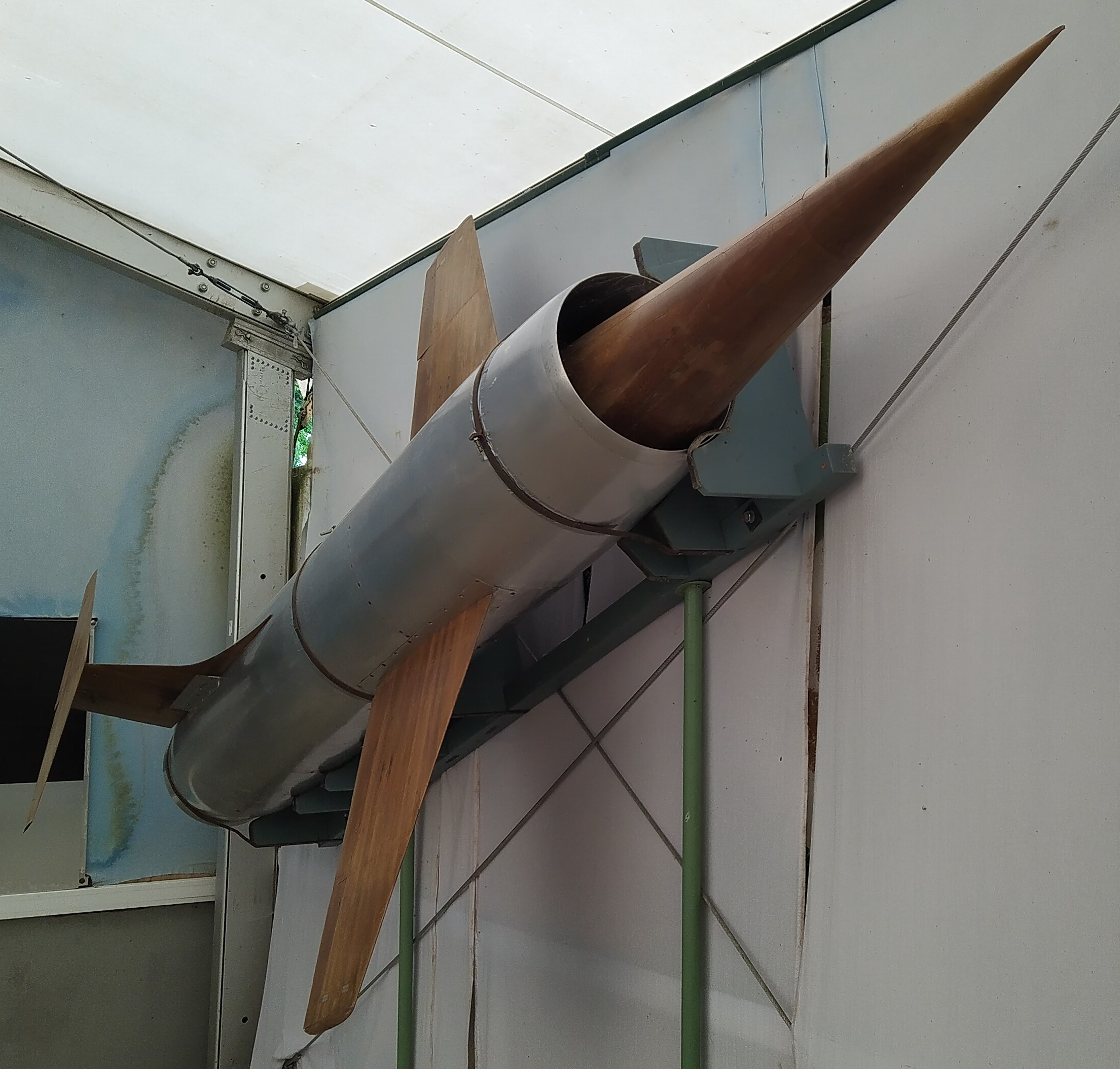
Maquette de soufflerie d'un avion Leduc présenté au château de Savigny-lès-Beaune.

Quatre types se succédèrent, de puissances et de performances croissantes, Leduc 010, Leduc 016, Leduc 021 et Leduc 022 ; mais tous avaient en commun deux caractéristiques principales originales, leur mode de propulsion et leur forme :
- leur propulsion par statoréacteur (appelé aussi tuyère thermopropulsive par René Leduc), qui avait déjà été imaginée par René Lorin en 1913, ne nécessite aucune pièce tournante. Elle est adaptée aux hautes vitesses mais présente l'inconvénient de ne pas fonctionner aux faibles vitesses, donc de ne pas assurer le décollage. Pour permettre à l'avion de décoller et d'atteindre les conditions d'allumage de son statoréacteur, René Leduc adopte successivement deux formules :
  - les Leduc 010, Leduc 016 et Leduc 021 sont installés sur le dos d'un avion porteur et largués en vol. Les avions porteurs utilisés sont de deux types : le SE 161 Languedoc et, exceptionnellement, le Heinkel He 274 ;
  - le Leduc 022 est équipé d'un turboréacteur d'appoint ;
- leur forme particulière, très reconnaissable, les fait appeler familièrement « tuyaux de poêle volants ».

Les premiers essais sur maquette d’une tuyère thermopropulsive Leduc ont lieu en 1936 et sont présentés au salon de l'aéronautique . Le développement des avions Leduc, commencé avant la Seconde Guerre mondiale, s'étale principalement sur la période 1945-1958 dans le cadre d'une Société Leduc créée à cette fin, implantée à Argenteuil. Il donne lieu :
- à la fabrication de six prototypes pour essais en vol (deux 010, un 016 transformé en 010, deux 021 et un 022) et d'un deuxième 022 achevé à 80 %. Il n'y a aucune fabrication en série ;
- au dépôt de nombreux brevets innovants.

Les essais en vol, qui couvrent une période de onze ans (de novembre 1946 à décembre 1957), ont lieu à Toulouse, à Brétigny, puis à Istres, avec pour pilotes d'essai Jean Gonord, Yvan Littolff et Jean Sarrail (et Bernard Witt pour le CEV). Plusieurs projets ou esquisses d'avions Leduc ne donnèrent lieu à aucune réalisation : les 011 (chasseur), 012 (bombardier), 015, 020, 030 (intercepteur bituyère supersonique à aile droite), 040 (intercepteur léger), 050 (bombardier, deux versions : monotuyère et bituyère).
En février 1958, devant les difficultés techniques rencontrées dans le développement, d'une part, et les contraintes budgétaires, d'autre part, l'État français prend la décision d'arrêter définitivement les travaux sur ces avions. La société Leduc ne disposant que de contrats de l’État, est dissoute.

## Développements poursuivis en France après la fin des Leduc
L'avion français Nord 1500 Griffon, seul autre avion expérimental équipé d'un combiné turbo-stato, et à ce titre concurrent du Leduc 022, n’est pas affecté par les suppressions de programmes de 1958. Il poursuit ses essais pendant trois ans, et accumule de nombreux records, avec notamment André Turcat comme pilote.
Au début du mois d’avril 1961, on apprend que Nord-Aviation a obtenu un contrat d’études, s’étendant sur une période de l’ordre de deux ans, au bénéfice de l’U.S Air Force et portant sur le combiné turbo-stato. Les techniciens américains avaient suivi avec le plus vif intérêt les travaux de René Leduc puis ceux réalisés sur le Griffon II par Nord-Aviation. Ce contrat représente une charge de travail pour les bureaux d’études de Nord-Aviation mais c’est aussi céder une avance technique dans un domaine où a brillé la France pendant des années. Les ingénieurs de Nord-Aviation ont la possibilité de prolonger leurs recherches, mais au seul profit de l’Amérique qui, à n’en pas douter, saurait en tirer parti à plus ou moins longue échéance. De fait, quelques années plus tard, le stato fut utilisé outre Atlantique sur des missiles. Ce n’était ni la première ni la dernière fois qu'une technique née en France, sans que l’on sache en évaluer l’importance, était appelée à renaître à l’étranger . Nord-Aviation, après quatre contrats successifs passés par l’U.S Air Force pour poursuivre les développements du combiné turbo-stato, définit une chambre de combustion fonctionnant jusqu’à Mach 4, expérimentée dans les installations du Centre d'essais des propulseurs (CEP) de Saclay, en février 1966 .
En 1962, plusieurs programmes d'engins équipés de statoréacteurs sont en cours en France et aux États-Unis : le missile sol-air Bloodhound, de Bristol ; le CIM-10 Bomarc, de Boeing ; le RIM-8 Talos, de Bendix ; l’engin-cible CT41, de Nord-Aviation ; le missile expérimental Stataltex, de l’ONERA ; le missile Véga, de Nord-Aviation

## Réalisations

### Fiches techniques
| Leduc 010                                                                                   |                                                                                                  |
| Leduc 010-03 (016 reconfiguré en 010) exposé au Musée de l'Air et de l'Espace (Le Bourget). |                                                                                                  |
|                                                                                             |                                                                                                  |
| Constructeur                                                                                | Leduc                                                                                            |
| Rôle                                                                                        | Prototype                                                                                        |
| Premier vol                                                                                 | 19 novembre 1946 (attaché) 21 octobre 1947 (largué plané) 21 avril 1949 (1re mondiale vol stato) |
| Nombre construits                                                                           | 2 (010-01 et 010-02)                                                                             |
| Équipage                                                                                    |                                                                                                  |
| 1 pilote                                                                                    |                                                                                                  |
| Motorisation                                                                                |                                                                                                  |
| Moteur                                                                                      | Tuyère Leduc 5 viroles                                                                           |
| Nombre                                                                                      | 1                                                                                                |
| Type                                                                                        | Statoréacteur                                                                                    |
| Dimensions                                                                                  |                                                                                                  |
| Envergure                                                                                   | 10,52 m                                                                                          |
| Longueur                                                                                    | 10,25 m                                                                                          |
| Hauteur                                                                                     | 3,39 m                                                                                           |
| Surface alaire                                                                              | 16 m2                                                                                            |
| Masses                                                                                      |                                                                                                  |
| Maximale                                                                                    | 3 000 kg                                                                                         |
| Performances                                                                                |                                                                                                  |
| Vitesse maximale                                                                            | 960 km/h (Mach 0,82, 8 000)                                                                      |
| Plafond                                                                                     | atteint 12 000 m                                                                                 |
| Vitesse ascensionnelle                                                                      | (à 9 500 m et Mach 0,78) m/min                                                                   |
| modifier                                                                                    |                                                                                                  |

| Leduc 016         | |
| Vue de l'avion.   | |
|                   | |
| Constructeur      | Leduc |
| Rôle              | Prototype |
| Premier vol       | 1er février 1951 (sur porteur, convoyage à Istres) 8 février 1951 (largage plané) 15 janvier 1952 (largage + allumage stato + turbos) 12 novembre 1953 (largage + allumage stato, en conf. avec réservoirs en bout d’ailes). |
| Date de retrait   | 19 janvier 1954 (dernier vol) |
| Nombre construits | 1 |
| Équipage          | |
| 1 pilote          | |
| Motorisation      | |
| Moteur            | • Statoréacteur : tuyère Leduc 5 viroles • Turboréacteurs : Turboméca Marboré I |
| Nombre            | 3 |
| Type              | 1 statoréacteur + 2 turboréacteurs |
| Poussée unitaire  | ? kgf (tuyère) 250 kgf (1 turboréacteur) |
| Dimensions        | |
| Envergure         | 10,49 m |
| Longueur          | 10,25 m |
| Hauteur           | 3,39 m |
| Surface alaire    | 16 m2 |
| Masses            | |
| Maximale          | 3 250 kg |
| Performances      | |
| Plafond           | atteint 12 000 m |
| modifier          | |

| Leduc 021         |                                                                                           |
| Leduc 021-02      |                                                                                           |
|                   |                                                                                           |
| Constructeur      | Leduc                                                                                     |
| Rôle              | Prototype                                                                                 |
| Premier vol       | 20 mars 1953 (attaché) 7 août 1953 (largage plané) 7 août 1953 (largage + allumage stato) |
| Date de retrait   | 4 décembre 1956 (dernier vol)                                                             |
| Nombre construits | 2 (021-01 et 021-02)                                                                      |
| Équipage          |                                                                                           |
| 1 pilote          |                                                                                           |
| Motorisation      |                                                                                           |
| Moteur            | Tuyère Leduc 7 viroles                                                                    |
| Nombre            | 1                                                                                         |
| Type              | Statoréacteur                                                                             |
| Poussée unitaire  | 9 600 kgf                                                                                 |
| Dimensions        |                                                                                           |
| Envergure         | 11,60 m                                                                                   |
| Longueur          | 13 m                                                                                      |
| Hauteur           | 4,05 m                                                                                    |
| Surface alaire    | 22 m2                                                                                     |
| Masses            |                                                                                           |
| À vide            | 3 300 kg                                                                                  |
| Maximale          | 5 200 kg                                                                                  |
| Performances      |                                                                                           |
| Vitesse maximale  | ~1 100 km/h (Mach 1)                                                                      |
| modifier          |                                                                                           |

| Leduc 022                                                          |                                                                               |
| Leduc 022-01 exposé au Musée de l'Air et de l'Espace (Le Bourget). |                                                                               |
|                                                                    |                                                                               |
| Constructeur                                                       | Leduc                                                                         |
| Rôle                                                               | Prototype                                                                     |
| Premier vol                                                        | 26 décembre 1956 (turbo seul) 1er juin 1957 (combiné)                         |
| Date de retrait                                                    | 21 décembre 1957 (dernier vol)                                                |
| Nombre construits                                                  | 1 + 1 (construit à 80 %)                                                      |
| Équipage                                                           |                                                                               |
| 1 pilote                                                           |                                                                               |
| Motorisation                                                       |                                                                               |
| Moteur                                                             | • Statoréacteur : tuyère Leduc 6 viroles • Turboréacteur : SNECMA Atar 101 D3 |
| Nombre                                                             | 1 stato + 1 turbo                                                             |
| Type                                                               | Combiné turbo et statoréacteur                                                |
| Poussée unitaire                                                   | 16 000 kgf (tuyère) 2 800 kgf (turboréacteur)                                 |
| Dimensions                                                         |                                                                               |
| Envergure                                                          | 9,96 m                                                                        |
| Longueur                                                           | 18,20 m                                                                       |
| Hauteur                                                            | 4,86 m                                                                        |
| Surface alaire                                                     | 22,10 m2                                                                      |
| Masses                                                             |                                                                               |
| À vide                                                             | 6 b380 kg                                                                     |
| Maximale                                                           | 8 975 kg                                                                      |
| Performances                                                       |                                                                               |
| Vitesse maximale                                                   | ~2 500 km/h (Mach 2)                                                          |
| modifier                                                           |                                                                               |

### Leduc 010
Le Leduc 010 est le premier type réalisé. Deux exemplaires sont construits, les Leduc 010-01 et 010-02. Le Leduc 010-01 commandé par le ministère de l’Air (Pierre Cot) en 1937, voit sa construction suspendue pendant la guerre. Il sort de l’usine de Toulouse le 23 septembre 1946 et effectue ses essais en vol du 19 novembre 1946 au 25 juillet 1952, essais incluant le premier vol au monde d’un appareil propulsé par statoréacteur le 21 avril 1949. Le 010-02 sort de l’usine d’Argenteuil le 12 mars 1950 et effectue ses essais en vol à partir du 14 mars 1950. Le Leduc 010 est le clou du 19e salon de l’aéronautique, organisé du 15 juin au 1er juillet 1951 au Grand-Palais et au Bourget. Les deux Leduc 010 sont accidentés et détruits lors de crashs dus à des incidents en vol : le 27 novembre 1951 le Leduc 010-02 piloté par Jean Sarrail et le 25 juillet 1952 le Leduc 010-01 piloté par Yvan Littolff. Plus tard, le Leduc 016 (voir section suivante) reconfiguré est exposé au Musée de l'Air et de l'Espace du Bourget sous la désignation Leduc 010-03.

### Leduc 016
Le Leduc 016 est une évolution du Leduc 010 : sont ajoutés deux turboréacteurs Turboméca Marboré I de 250 kgp, placés en bout d'ailes et destinés à aider l'avion à évoluer à basse vitesse et à atterrir, sans pour autant permettre le décollage autonome ; et la forme de l’empennage vertical est moins arrondie. Le 016 sort de l’usine d’Argenteuil le 30 janvier 1951. Il est convoyé des Mureaux à Istres le 1er février 1951, où ses essais en vol sont conduits entre le 8 février 1951 et 19 janvier 1954. L’avion est très difficile à piloter : notamment le pilote commande, et synchronise directement, la tuyère, les deux réacteurs et la turbine ; et le cockpit offre une faible visibilité. Le 15 janvier 1952, lors du premier vol largué avec turboréacteurs en fonctionnement (ils ont été démarrés avant le décollage et maintenus au ralenti), un accident se produit à l’atterrissage. L’avion est rapidement réparé et ses essais en vol reprennent, mais Jean Gonord met fin à sa carrière de pilote d’essai. Le 016 est réceptionné par le CEV le 28 août 1953. La difficulté de la mise au point conduit finalement René Leduc, pour les sept derniers essais en vol, entre le 12 novembre 1953 et le 19 janvier 1954, à remplacer les réacteurs en bout d'ailes par des réservoirs additionnels. Puis, rebaptisé 010-03, l’avion ainsi reconfiguré est remis en mai 1954 au Musée de l'Air et de l'Espace du Bourget, où il est exposé depuis.

### Leduc 021
Le Leduc 021 est conçu pour atteindre la vitesse du son (Mach 1) et avoir une vitesse ascensionnelle élevée. Deux exemplaires sont construits : le 021-01 sort de l’usine d’Argenteuil le 16 mars 1953 et le 021-02 le 12 février 1954. Ils sont essayés en vol entre 1953 et 1956. Ils sont présentés au Salon du Bourget 1955. À la fin du programme, les deux exemplaires sont mis à la ferraille.
- Écorché : dessin de Jean Perard, Aviation Magazine no 112, 15 décembre 1954, p. 34-35

### Leduc 022
Le Leduc 022, dernier type réalisé, est autonome car il est équipé (au centre de sa tuyère) d'un turboréacteur Atar 101 D3 de 2 800 kgp de poussée qui lui permet de décoller. Sa vitesse maximale théorique est Mach 2. Quelques caractéristiques originales, certaines utilisées pour la première fois, sont à signaler : ailes taillées dans la masse, entrée d'air annulaire comportant une paroi poreuse, cockpit situé dans le cône avant, de forme annulaire, pour optimiser la forme de l'entrée d'air. Le 022-01 sort de l’usine d’Argenteuil le 5 juin 1956. Ses essais, qui ont lieu jusqu’en décembre 1957, mettent en évidence de grandes difficultés de régulation de la combustion en régime partiel (encore non résolues aujourd'hui) et l'impossibilité pour l'avion de franchir le mur du son à cause de la trop grande traînée induite par son fuselage cylindrique, non optimisé selon la loi des aires. La fabrication d'un deuxième exemplaire, le 022-02, avancée à 80 %, est arrêtée par l'État le 20 octobre 1957, et le programme est officiellement annulé en février 1958. Le 022-01 est d'abord entreposé dans l'usine Leduc à Azerailles jusqu'en 1974 avant d'être exposé au Musée de l'air et de l'espace du Bourget.

### Essais en vol

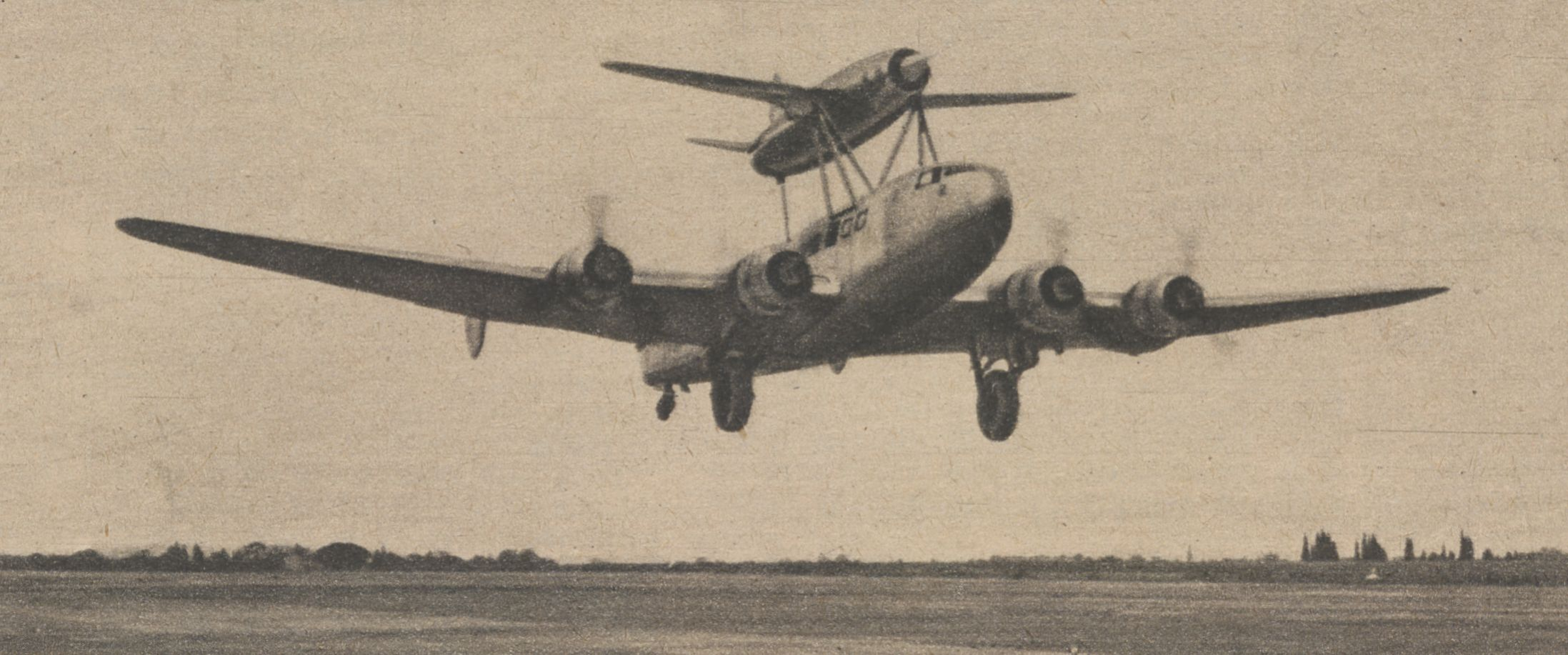
Premier vol du composite, le 19 novembre 1946 : Leduc 010 monté sur le Languedoc no 6.

Il y eut 774 vols de Leduc , réalisés entre le 19 novembre 1946 et le 21 décembre 1957, avec la répartition suivante entre les six avions.
| Avion  | Nombre de vols | Nombre de vols avec largage |
| ------ | -------------- | --------------------------- |
| 010-01 | 121            | 38                          |
| 010-02 | 45             | 13                          |
| 016    | 83             | 25                          |
| 021-01 | 214            | 125                         |
| 021-02 | 170            | 123                         |
| 022    | 141            | (sans objet)                |
| Total  | 774            | 324                         |

Les pilotes d’essai furent, chronologiquement : Jean Gonord, Yvan Littolff, Jean Sarrail, Bernard Witt (pour les vols CEV du 021-02).
Comme avions porteurs, furent utilisés quatre SNCASE SE.161 Languedoc (le no 6 immatriculé F-BATF, le no 31 immatriculé F-BCUT, le  no 96 immatriculé F-ZLAW et le no 97 immatriculé F-ZLAV) et deux Heinkel He 274 (no 1 et no 2) pour un vol chacun. Un cinquième Languedoc, le no 84 immatriculé F-WFZA, fut utilisé pour l’emport des maquettes à échelle réduite.
Les essais furent réalisés successivement à Toulouse-Blagnac de 1946 à 1949, à Brétigny et Melun-Villaroche en 1950, et à Istres à partir de 1951.
Le tableau suivant indique quelques étapes des essais, en y incluant des convoyages entre les principaux sites (Toulouse-Blagnac, Brétigny, Les Mureaux, Melun-Villaroche, Istres).
| Date             | Avion  | Pilote             | Lieu(x)                   | Description | Porteur , pilote                                                                                  |
| ---------------- | ------ | ------------------ | ------------------------- | --- | ------------------------------------------------------------------------------------------------- |
| 19 novembre 1946 | 010-01 | Jean Gonord        | Toulouse-Blagnac          | Premier vol en composite du 010-01. Premier vol d’un Leduc.                                                                | L6, Jean Perrin.                                                                                  |
| 21 octobre 1947  | 010-01 | Jean Gonord        | Toulouse-Blagnac          | Premier largage et vol plané du 010-01.                                                                                    | L6, Jean Perrin.                                                                                  |
| 21 avril 1949    | 010-01 | Jean Gonord        | Toulouse-Blagnac          | Premier vol propulsé du 010. René Leduc observateur sur Ju 88 Premier vol au monde d'un avion propulsé par statoréacteur . | L6, Jean Perrin.                                                                                  |
| 8 juillet 1949   | 010-01 | Jean Gonord        | Toulouse-Blagnac—Brétigny | Convoyage. | L6, Jean Perrin.                                                                                  |
| 14 mars 1950     | 010-02 | Jean Gonord        | Les Mureaux—Brétigny      | Premier vol du 010-02. Convoyage.                                                                                          | L6, Jean Perrin.                                                                                  |
| 18 décembre 1950 | 010-01 | [avion vide]       | Melun-Villaroche—Istres   | Convoyage. René Leduc et Jean Sarrail présents dans le porteur .                                                           | L31, Jean Perrin. Jean Gonord .                                                                   |
| 3 janvier 1951   | 010-02 | Yvan Littolff      | Melun-Villaroche—Istres   | Convoyage. Premier vol d’Yvan Littolff sur Leduc.                                                                          | L6, Jean Perrin.                                                                                  |
| 1er février 1951 | 016    | Jean Gonord        | Les Mureaux—Istres        | Premier vol composite du 016. Convoyage.                                                                                   | L6                                                                                                |
| 2 mai 1951       | 016    | Yvan Littolff      | Istres                    | Premier vol du 016 avec allumage de la tuyère.                                                                             | ?                                                                                                 |
| 16 juin 1951     | 010-01 | Jean Sarrail (CEV) | Istres                    | Premier vol de Jean Sarrail sur Leduc. Vol en composite.                                                                   | L6                                                                                                |
| 21 juin 1951     | 010-01 | Jean Sarrail (CEV) | Istres                    | Premier vol de Jean Sarrail avec allumage tuyère .                                                                         | L6                                                                                                |
| 27 novembre 1951 | 010-02 | Jean Sarrail (CEV) | Istres                    | Crash à 6 km du terrain, 010-02 détruit. Jean Sarrail blessé                                                               | L6                                                                                                |
| 15 janvier 1952  | 016    | Jean Gonord        | Istres                    | Premier vol du 016 avec allumage (tuyère et réacteurs d’appoint). Atterrissage violent : train endommagé.                  | L6                                                                                                |
| 25 juillet 1952  | 010-01 | Yvan Littolff      | Istres                    | Crash, 010-01 détruit. Yvan Littolff grièvement blessé. Porteur endommagé. Dernier vol des 010.                            | L31, André Laurent.                                                                               |
| 9 octobre 1952   | 016    | Jean Sarrail       | Istres                    | Premier (et unique) largage d’un Leduc depuis un porteur Heinkel.                                                          | He2                                                                                               |
| 20 mars 1953     | 021-01 | Yvan Littolff      | Les Mureaux—Brétigny      | Premier vol du 021. Convoyage.                                                                                             | L97                                                                                               |
| 24 octobre 1953  | 021-01 | Yvan Littolff      | Brétigny—Istres           | Convoyage. | L97                                                                                               |
| 19 janvier 1954  | 016    | Jean Sarrail       | Istres                    | Dernier vol du 016. | L96                                                                                               |
| 21 février 1954  | 021-02 | Jean Sarrail       | Les Mureaux—Istres        | Convoyage via Brétigny. | L97                                                                                               |
| 18 juin 1955     | 021-01 | Jean Sarrail       | Le Bourget                | Vol avec largage et allumage tuyère. Présentation au public lors du meeting du Bourget.                                    | L97, Jean Perrin.                                                                                 |
| 4 décembre 1956  | 021-02 | Yvan Littolff      | Istres                    | Dernier vol des 021. | L96                                                                                               |
| 26 décembre 1956 | 022    | Jean Sarrail       | Istres                    | Premier vol du 022, sur turboréacteur seul.                                                                                | Premier vol du 022, sur turboréacteur seul.                                                       |
| 1er juin 1957    | 022    | Yvan Littolff      | Istres                    | Premier allumage tuyère du 022.                                                                                            | Premier allumage tuyère du 022.                                                                   |
| 21 décembre 1957 | 022    | Yvan Littolff      | Istres                    | Dernier vol d’un Leduc. | Dernier vol d’un Leduc.                                                                           |
| 23 décembre 1957 | 022    | Jean Sarrail       | Istres                    | Essai de roulement au sol du 022. Incendie de la tuyère. Pilote indemne. Dernier essai des Leduc.                          | Essai de roulement au sol du 022. Incendie de la tuyère. Pilote indemne. Dernier essai des Leduc. |

Lors de leurs essais, les Leduc ont subi quatre accidents notables, dont deux ayant conduit à la destruction de l’appareil :
| Date             | Avion  | Pilote             | Accident | Conséquences pour l’appareil accidenté                                                                     | Conséquences pour le pilote |
| ---------------- | ------ | ------------------ | --- | --- | --- |
| 27 novembre 1951 | 010-02 | Jean Sarrail (CEV) | Circonstances : Vol propulsé, 800 km/h, altitude 2 000 m. | 010-02 détruit.                                                                                            | Sarrail s’extrait par un hublot et s’évanouit. Grièvement blessé (fractures des vertèbres dorsales) et hospitalisé, il revole huit mois plus tard, le 30 juillet 1952 sur le 016.         |
| 27 novembre 1951 | 010-02 | Jean Sarrail (CEV) | Enchaînement : Rupture de l’arbre de la pompe d’alimentation → baisse de pression du carburant → arrêt de propulsion → vol plané → retour. | 010-02 détruit.                                                                                            | Sarrail s’extrait par un hublot et s’évanouit. Grièvement blessé (fractures des vertèbres dorsales) et hospitalisé, il revole huit mois plus tard, le 30 juillet 1952 sur le 016.         |
| 27 novembre 1951 | 010-02 | Jean Sarrail (CEV) | Atterrissage : trop court de quelques centaines de mètres → hors piste, → CRASH : l'avion se disloque, avec séparation de la cabine qui fait 22 tours sur elle-même. | 010-02 détruit.                                                                                            | Sarrail s’extrait par un hublot et s’évanouit. Grièvement blessé (fractures des vertèbres dorsales) et hospitalisé, il revole huit mois plus tard, le 30 juillet 1952 sur le 016.         |
| 15 janvier 1952  | 016    | Jean Gonord        | Rebond à l’atterrissage. | Train du 016 endommagé. L’avion réparé revole le 18 avril.                                                 | Gonord, après son vol de reprise du 18 avril, renonce à sa fonction de pilote d’essai. |
| 25 juillet 1952  | 010-01 | Yvan Littolf       | Circonstances : Phase de largage du composite, altitude 5000 m, décrochage du vérin arrière correct ; | 010-01 détruit.                                                                                            | Conscient, grièvement blessé (côtes cassées, vertèbres fêlées, poumons perforés, visage tuméfié), Littolff est dégagé en 20 min puis hospitalisé ; il revole le 25 juin 1953, sur le 016. |
| 25 juillet 1952  | 010-01 | Yvan Littolf       | Enchaînement : commande de l’ouverture des deux mâchoires avant ; ouverture incorrecte, choc → l'avion fait une abattée sur la gauche ; Languedoc endommagé (son volet gauche est heurté par l’antenne avant du 010-01 et le vérin repose-béquille est décapité par l’aile → vrille du Leduc amorcée puis stabilisée → vidange du carburant. | 010-01 détruit.                                                                                            | Conscient, grièvement blessé (côtes cassées, vertèbres fêlées, poumons perforés, visage tuméfié), Littolff est dégagé en 20 min puis hospitalisé ; il revole le 25 juin 1953, sur le 016. |
| 25 juillet 1952  | 010-01 | Yvan Littolf       | Atterrissage : vent arrière 18 nœuds (30 km/h), train rentré, vitesse 220 km/h → CRASH : l'avion se disloque, avec séparation de la cabine, qui fait plus de dix tours sur elle-même. | 010-01 détruit.                                                                                            | Conscient, grièvement blessé (côtes cassées, vertèbres fêlées, poumons perforés, visage tuméfié), Littolff est dégagé en 20 min puis hospitalisé ; il revole le 25 juin 1953, sur le 016. |
| 23 décembre 1957 | 022-01 | Jean Sarrail       | Début d’incendie de tuyère lors d’un essai de roulement au sol. | Tuyère du 022 endommagée, réparée en trois semaines. Fin des vols en raison de l’arrêt du programme Leduc. | Pilote indemne. |

## Projets
De 1937 à 1958, les avions Leduc ont donné lieu à un certain nombre de projets, dont la liste figure dans le tableau suivant. Les avions réalisés sont rappelés par un fond de couleur.
| Identifiant | Objet                                       | Commentaires, performances, etc. |
| ----------- | ------------------------------------------- | --- |
| 010         | Famille                                     | Voir 011, 012, 010-01, 010-02, 015, 016, 010-03 |
| 011         | Projet d’avion de chasse à propulsion mixte | |
| 012         | Projet de bombardier léger                  | |
| 010-01      | Premier exemplaire réalisé du 010           | |
| 010-02      | Deuxième exemplaire réalisé du 010          | |
| 015         | Étude                                       | Étude de l’aide au décollage par fusées d’appoint : dérivé du Leduc 010 par adjonction de deux fusées largables disposées sous les ailes. |
| 016         | Seul exemplaire réalisé du 016              | Aide au décollage par réacteurs d’appoint : dérivé du Leduc 010 par adjonction de deux turboréacteurs implantés en bouts d’ailes. Reconfiguré, pour ses sept derniers vols, avec des réservoirs à la place des turboréacteurs en bout d’ailes. Rebaptisé 010-03 pour être remis au Musée de l'Air et de l'Espace du Bourget (voir ci-dessous). |
| 010-03      |                                             | Obtenu par transformation du Leduc 016 (voir ci-dessus). Exposé au Musée de l'Air et de l'Espace du Bourget. |
| 020         | Projet d’intercepteur subsonique.           | Contrats : 2001/48 et 4002/50 Avec deux turboréacteurs (en bouts d'ailes). Lancement par fusées de type JATO ou par chariot propulsé sur rail Vitesse ascensionnelle visée : 15 000 m en 4 min. |
| 021         | Premier projet                              | Avenant no 2 au contrat 2001/48. Équipé de deux turboréacteurs Marboré II. |
| 021         |                                             | Deux prototypes réalisés : 021-01 et 021-02. |
| 021-01      | Premier exemplaire réalisé du 021           | |
| 021-02      | Deuxième exemplaire réalisé du 021          | |
| 022S        | Projet d’intercepteur supersonique          | Contrat no 2138/51 : commande de deux prototypes Vitesse ascensionnelle visée : 25 000 m en 7 minutes. |
| 022         | Prototype                                   | |
| 022-01      | Premier exemplaire réalisé du 022           | |
| 022-02      | Deuxième exemplaire réalisé du 022          | Réalisé à 80 % |
| 030         | Projet d’intercepteur                       | Vitesse ascensionnelle visée : 25 000 m en 2 min 30 s |
| 040         | Projet d’intercepteur léger                 | Réponse à un appel d'offres, en 1953 : équivalent à un Leduc 022 réduit (échelle 85 %) |
| 050         | Projet de bombardier, version monotuyère.   | Bombardier piloté |
| 050         | Projet de bombardier, version monotuyère.   | Reconnaissance |
| 050         | Projet de bombardier, version monotuyère.   | Bombardier robot |
| 050         | Projet de bombardier, version bituyère      | Bombardier piloté |
| 050         | Projet de bombardier, version bituyère      | Reconnaissance |
| 050         | Projet de bombardier, version bituyère      | Bombardier robot |